# Manhattan (Kansas)
Manhattan é uma cidade localizada no estado americano de Kansas, no Condado de Pottawatomie e Condado de Riley.

## Demografia
Segundo o censo americano de 2000, a sua população era de 44.831 habitantes.
Em 2006, foi estimada uma população de 50.737, um aumento de 5906 (13.2%).

## Geografia
De acordo com o United States Census Bureau tem uma área de
38,9 km², dos quais 38,9 km² cobertos por terra e 0,0 km² cobertos por água. Manhattan localiza-se a aproximadamente 309 m acima do nível do mar.

## Localidades na vizinhança
O diagrama seguinte representa as localidades num raio de 24 km ao redor de Manhattan.